# 塞班島羽毛球國際賽
塞班島羽毛球國際賽（Saipan International）是一項在美國北马里亚纳群岛自治邦舉辦的國際羽毛球賽事，2023年舉辦首屆賽事，為世界羽聯國際挑戰賽級別。

## 賽事歷史
2019年，北马里亚纳群岛自治邦羽球隊參加在薩摩亞舉辦的2019年太平洋運動會羽球比賽，是該地歷史首次派員參加國際羽球賽事。2021年，北马里亚纳群岛在大洋洲羽毛球聯合會協助下首次舉辦北马里亚纳群岛羽球錦標賽。2022年，北马里亚纳群岛在2022年迷你太平洋運動會獲得混合團體第四名及女子雙打銅牌。
在迷你太平洋運動會結束之後，北马里亚纳群岛為促進當地的體育旅遊發展，在2022年12月宣布將在隔年舉辦北馬里亞納羽毛球公開賽、塞班島羽毛球國際賽兩項國際賽事，希望藉由舉辦國際賽事培養賽事籌辦能力及增加當地工作機會。2023年6月6日至18日，北马里亚纳群島在塞班島舉辦北馬里亞納公開賽和塞班島國際賽，因適逢2024年奧運資格賽起跑而吸引世界各地選手與賽；這兩項賽事為太平洋密克罗尼西亚岛群首次舉辦羽毛球世界联合会認可的國際賽事，也是大洋洲羽聯首次連續兩周在相同場館舉辦世界羽聯國際挑戰賽級別賽事。

## 歷屆優勝者
| 年份 | 男子單打 | 女子單打 | 男子雙打          | 女子雙打            | 混合雙打         |
| ---- | -------- | -------- | ----------------- | ------------------- | ---------------- |
| 2023 | 大林拓真 | 宮崎友花 | 李芳至 李芳任     | 許雅晴 林琬清       | 賈士賢 艾莉森·李 |
| 2024 | 賀首維   | 郡司莉子 | 野村拓海 霜上雄一 | 石川心菜 古根川美櫻 | 西大輝 佐藤灯    |

## 歷屆賽事級別和總獎金
| 屆數 | 年份   | 公開賽級別 | 總獎金     |
| ---- | ------ | ---------- | ---------- |
| 1    | 2023年 | 國際挑戰賽 | 15,000美元 |
| 2    | 2024年 | 國際挑戰賽 | 15,000美元 |

| 2018-2026年 | 總決賽 | 超級1000賽 | 超級750賽 | 超級500賽 | 超級300賽 | 超級100賽 | 國際挑戰賽 | 國際系列賽 | 未來系列賽 | 其他 |

## 外部連結
- Northern Marianas Badminton Association